# Thomas M. Cover
Thomas M. Cover (San Bernardino (California), 7 de agosto de 1938 – Palo Alto (California), 26 de marzo de 2012) fue un teórico de la información estadounidense y profesor conjuntamente en los Departamentos de Ingeniería Eléctrica y Estadística de Universidad de Stanford. Dedicó casi toda su carrera a desarrollar la relación entre la teoría de la información y la estadística.

## Biografía
Cover recibió la licenciatura de física en el MIT en 1960 y el postgrado en ingeniería eléctrica en la Universidad de Stanford en 1964. Fue Presidente del IEEE Information Theory Society y miembro del Institute of Mathematical Statistics así como del Institute of Electrical and Electronics Engineers. Recibió el Outstanding Paper Award en teoría de la información por su artículo de 1972 "Broadcast Channels". Fue seleccionado en 1990 para el Premio Claude Shannon, el máximo honor en teoría de la información. En 1997 recibió la Medalla IEEE Richard W. Hamming; y en 2003 fue elegido para formar parte de la Academia Estadounidense de las Artes y las Ciencias.
Durante sus 48 años de carrera como profesor de Ingeniería Eléctrica y Estadística en la Universidad de Stanford, logró publicar más de 120 artículos en el aprendizaje, la teoría de la información, la complejidad estadística, el reconocimiento de patrones y la teoría de carteras y trabajó junto a Joy A. Thomas en el libro Elements of Information Theory, que se ha convertido en el libro de texto más utilizado como introducción al tema desde la publicación de su primera edición en 1991. También fue coeditor del libro Open Problems in Communication and Computation.

## Obras seleccionadas
- Cover, T. M.; Thomas, J. A. (2006). «Chapter 12, Maximum Entropy». Elements of Information Theory (2 edición). Wiley. ISBN 0471241954.
- T. Cover, J. Thomas (1991). Elements of Information Theory. ISBN 0-471-06259-6. (requiere registro).
- Van Campenhout, Jan. and Cover, T. (1981). Maximum entropy and conditional probability. Information Theory, IEEE Transactions on
- Cover, T. (1974). The Best Two Independent Measurements Are Not the Two Best. Systems, Man and Cybernetics, IEEE Transactions on
- Cover, T. and Hart, P. (1967). Nearest neighbor pattern classification. Information Theory, IEEE Transactions on.
- Cover, T. (1965). Geometrical and Statistical Properties of Systems of Linear Inequalities with Applications in Pattern Recognition. Electronic Computers, IEEE Transactions on